# كريستين كوك
كريستين كوك (بالإنجليزية: Christine Cook)‏ هي لاعب هوكي الحقل بريطانية، ولدت في 22 يونيو 1970.

## وصلات خارجية
- كريستين كوك على موقع أوليمبيديا (الإنجليزية)
- كريستين كوك على موقع اللجنة الأولمبية البريطانية (الإنجليزية)